# Ć
Ć, ć (C с акутом) — буква расширенной латиницы. Происходит из польского алфавита, в современном польском языке обычно встречается в конце слова.

## Использование
В польском, хорватском, силезском, верхнелужицком, нижнелужицком, а также в гаевице обозначает палатальный звук [t͡ɕ] (мягкое Ч), соответствующий в кириллице букве Ч (в русском языке) либо букве Ћ (в сербском языке).
В белорусской латинице обозначает звук [t͡sʲ].
В западногерманском вилямовском языке, который используется немецкой этнографической группой в Польше в городе Вилямовице, символ находится на 5 строчке алфавита.
В ладинском языке знак представляет [t͡ʃ], если ему предшествует [ʃ] (например, desćiarié, [deʃt͡ʃariˈe]).